# Baudenkmäler im Landkreis Aichach-Friedberg
Die Baudenkmäler im Landkreis Aichach-Friedberg sind sehr unterschiedlich verteilt auf die 24 Gemeinden des Landkreises. Von den insgesamt 629 Baudenkmälern am 16. März 2024 (Stand 10. Juni 2021 waren es 628 Baudenkmäler) im Landkreis entfallen auf die Städte Aichach 95 und Friedberg 135, d. h. zusammen 230. Von diesen 629 Baudenkmälern haben 195 einen eigenen Artikel in der deutschsprachigen Wikipedia, davon drei Bauensembles.

## Anzahl der Baudenkmäler pro Gemeinde
- Adelzhausen: 14
- Affing: 22
- Aichach: 95, davon drei Bauensembles
- Aindling: 16
- Baar: 7
- Dasing: 46
- Eurasburg: 9
- Friedberg: 135, davon zwei Bauensembles
- Hollenbach: 15
- Inchenhofen: 21
- Kissing: 11
- Kühbach: 33
- Merching: 15
- Mering: 18
- Obergriesbach: 5
- Petersdorf: 10
- Pöttmes: 58, davon ein Bauensemble
- Rehling: 10
- Ried: 17
- Schiltberg: 15
- Schmiechen: 24
- Sielenbach: 12
- Steindorf: 16
- Todtenweis: 5

## Art der Baudenkmäler im Landkreis
Hier sind nicht alle Baudenkmäler erfasst.

### Kirchliche Baudenkmäler

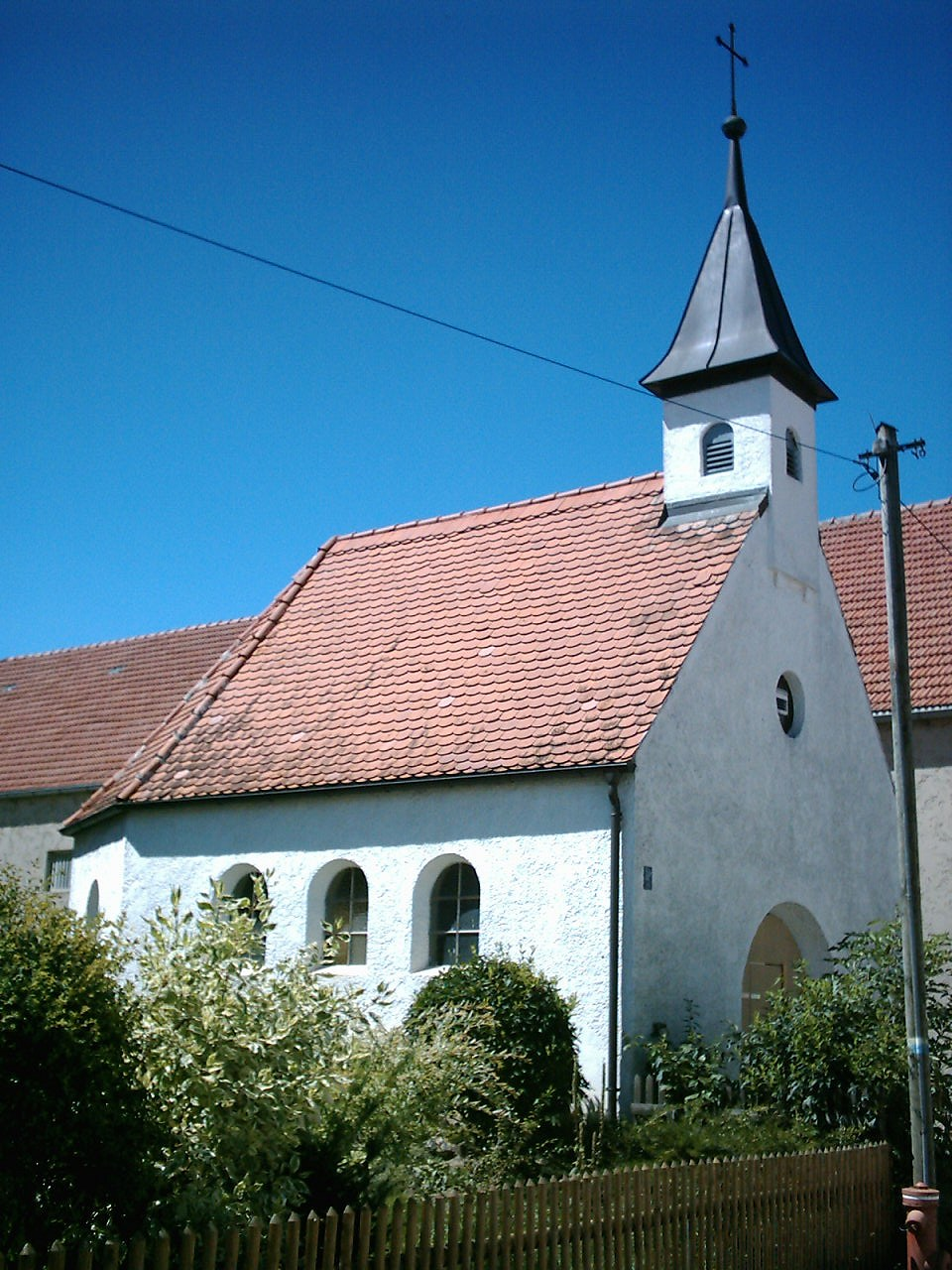
Kapelle St. Maria in Bergen

- Kirchen (teilweise mit Ausstattungsteilen): 132
- Kapellen: 78
- Pfarrhäuser: 37
- Wegkreuze: 24
- Wegkapellen: 15
- Bildstöcke: 3
- Heiligenfiguren: 3
- Kirchenausstattungen, die nicht zu denkmalgeschützten Kirchen gehören: 2
- Kreuzwege: 1

### Öffentliche Gebäude
- Gasthäuser: 21
- Schulgebäude: 10
- Kriegerdenkmäler: 8
- Sonstige Denkmäler: 4
- Stadtbefestigungen bzw. -tore: 6
- Spitäler: 3
- Rathäuser: 2

### Wirtschaftsgebäude

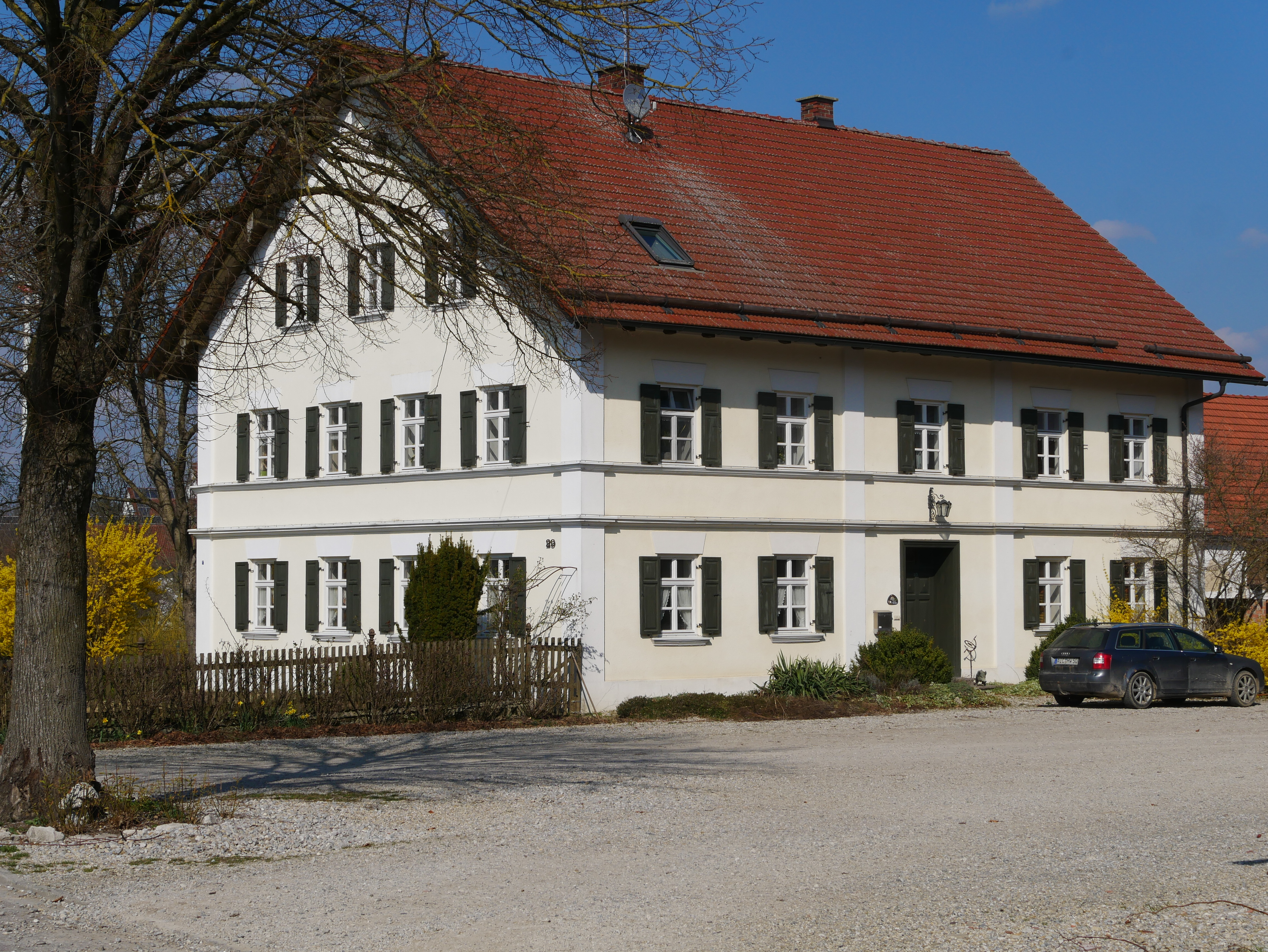
Bauernhaus Dorfstraße 29 in Rieden

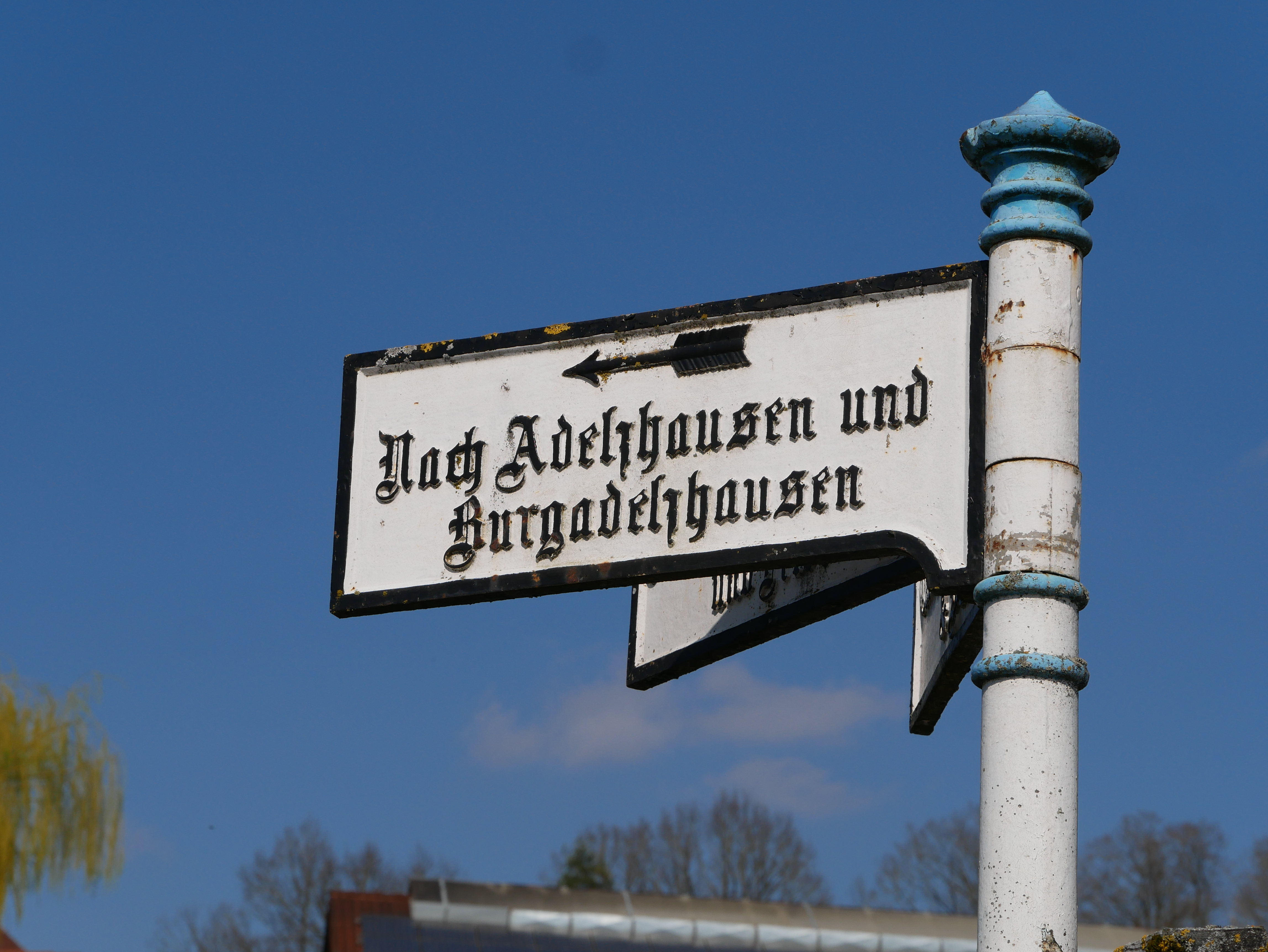
Wegweiser in Zieglbach

- Mühlen: 8
- Ökonomiegebäude (z. B. Scheunen oder Ställe): 11

### Wohn- und Geschäftshäuser
- Wohnhäuser: 101
- Bauernhäuser und -höfe: 48

### Schlösser
- Schlösser: 18

### Sonstige Baudenkmäler (Beispiele)
- Mörtelplastiken: 9
- Wegweiser: 3
- Haustafeln: 1
- Haustür: 1
- Pfeiler: 1